# Соль, сахар и жир. Как пищевые гиганты посадили нас на иглу
Соль, сахар и жир. Как пищевые гиганты посадили нас на иглу (англ. Salt Sugar Fat: How the Food Giants Hooked Us) ― научно-популярная книга американского журналиста и писателя Майкла Мосса. Книга впервые вышла в свет в 2013 году в США и в 2014 году награждена премией Фонда Джеймса Берда в области литературы.

## Содержание
Каждый день люди потребляют в среднем 8,5 г соли ― в два раза больше рекомендованной нормы. И почти все это количество содержится в готовых продуктах, которые нам поставляет индустрия с годовым оборотом до триллиона долларов.
В своей книге Мосс приводит примеры гигантов пищевой индустрии, таких как Kraft, Coca-Cola, Lunchables, Frito-Lay, Nestlé, Oreos, Capri Sun и многих других, где учёные вычисляют комбинацию сахара, жира и соли («точка блаженства») для полуфабрикатов, который гарантированно будет иметь оптимальную привлекательность для покупателя.
Конкретные примеры из книги:

Сахар, попав в наш мозг, «включает» центры удовольствия, вызывая мощное положительное ощущение, когда мы принимаем пищу. Воздействие сахара на мозг так ярко и устойчиво проявляется в исследованиях, что некоторые ученые решили: ряд продуктов может вызывать зависимость.

Чтобы создать новый сорт газированного сладкого напитка, которая будет стимулировать аппетит и вызывать непреодолимую тягу, компании проводят сложный анализ. Он помогает определить «точку блаженства» ― проще говоря, количество сахара, или жиров, или соли, которое доведет потребителей до экстаза.

Если взять аналогию с наркотиками, то сахар ― это метамфетамин, который быстро действует на мозг, а жир ― опиат. Благодаря жиру безвкусные чипсы превращаются в хрустящее чудо, поджаренный хлеб ― в шелковые ломтики, грязновато-серое дешевое мясо ― в изысканные деликатесы.

Чем больше жира в продуктах питания, тем больше топлива может организм запасти для дальнейшего использования. Организм так активно накапливает жир, что замедляет механизм, помогающий нам избегать переедания (сигнал, который мозг посылает нам, давая понять, что мы уже съели достаточно).

Согласно исследованиям в США, самый большой вклад в увеличение веса вносят красное мясо и готовые продукты, напитки с добавлением сахара и продукты из картофеля, включая пюре и картофель фри. Однако главным «виновником» ожирения являются чипсы. Они приводят к увеличению веса на 770 г за четыре года.

Научные эксперименты показали, что детям до 6-месячного возраста не нравится соль. Потом любовь к соли развивается лишь у тех, кого начинают кормить соленой пищей. Выходит, производители соленых продуктов не удовлетворяют желания потребителей, а создают их и способствуют появлению вредных привычек в питании.

## Издание в России
Книга была переведена на русский язык и вышла в свет в издательстве «Манн, Иванов и Фербер» в 2014 году. ISBN 978-5-00057-323-5